# Jeux asiatiques d'hiver de 2011
Navigation
Édition précédente Édition suivante
Les Asiades 2011 ou, plus officiellement, Jeux panasiatiques d'hiver de 2011, se tiennent à Almaty, au Kazakhstan du 30 janvier au 6 février 2011, sous la dénomination officielle d’Азиада-2011 (Asiades 2011), après signature d'un accord entre le Conseil olympique asiatique et la municipalité le 4 mars 2004, sous la supervision du Comité international olympique.

## Sports et disciplines
Onze disciplines sont au programme : 
| - Bandy (1) - Biathlon (7) - Course d'orientation à ski (8) | - Hockey sur glace (2) - Patinage artistique (4) - Patinage de vitesse (12) | - Patinage de vitesse sur piste courte (8) - Saut à ski (3) - Ski acrobatique (6) | - Ski alpin (6) - Ski de fond (12) |

## Calendrier
| ● | Cérémonie d'ouverture |  | Épreuves de qualifications | ● | Finales des compétitions | ● | Cérémonie de clôture |

|                                      | 28/01 | 29/01 | 30/01 | 31/01 | 1/02 | 2/02 | 3/02 | 4/02 | 5/02 | 6/02 | Épreuves |
| ------------------------------------ | ----- | ----- | ----- | ----- | ---- | ---- | ---- | ---- | ---- | ---- | -------- |
| Bandy                                |       |       |       |       |      |      |      |      |      | 1    | 1        |
| Biathlon                             |       |       |       | 1     | 1    | 1    |      | 2    | 1    | 1    | 7        |
| Course d'orientation à ski           |       |       |       | 2     |      | 2    | 2    |      | 2    |      | 8        |
| Hockey sur glace                     |       |       |       |       |      |      | 1    |      |      | 1    | 2        |
| Patinage artistique                  |       |       |       |       |      |      |      | 1    | 3    |      | 4        |
| Patinage de vitesse                  |       |       |       | 2     | 2    | 2    |      | 2    | 2    | 2    | 12       |
| Saut à ski                           |       |       |       | 1     |      | 1    |      | 1    |      |      | 3        |
| Patinage de vitesse sur piste courte |       |       |       | 2     | 2    | 4    |      |      |      |      | 8        |
| Ski acrobatique                      |       |       |       | 2     | 2    |      | 2    |      |      |      | 6        |
| Ski alpin                            |       |       |       | 2     | 2    |      |      | 2    |      |      | 6        |
| Ski de fond                          |       |       |       | 2     | 2    | 2    | 2    |      | 2    | 2    | 12       |
| Épreuves                             |       |       |       | 14    | 11   | 12   | 7    | 8    | 10   | 7    | 69       |
| Cérémonies                           |       |       | ●     |       |      |      |      |      |      | ●    |          |

## Tableau des médailles
- Pays organisateur (Kazakhstan)

| Rang | Nation        | Or | Argent | Bronze | Total |
| ---- | ------------- | -- | ------ | ------ | ----- |
| 1er  | Kazakhstan    | 32 | 21     | 17     | 70    |
| 2e   | Japon         | 13 | 24     | 17     | 54    |
| 3e   | Corée du Sud  | 13 | 12     | 13     | 38    |
| 4e   | Chine         | 11 | 10     | 14     | 35    |
| 5e   | Mongolie      | 0  | 1      | 4      | 5     |
| 6e   | Iran          | 0  | 1      | 2      | 3     |
| 7e   | Kirghizistan  | 0  | 0      | 1      | 1     |
| 7e   | Corée du Nord | 0  | 0      | 1      | 1     |